# König-Heinrich-Platz (Duisburg)
Der König-Heinrich-Platz ist der zentrale Platz der Duisburger Innenstadt. Er liegt in der Duisburger Innenstadt und ist einer der kulturellen Mittelpunkte der Stadt.

## Lage
Der vom Straßenverkehr befreite Platz liegt im Stadtteil Altstadt nördlich der heute fußläufigen Königstraße. Im Norden wird er von der Landfermannstraße mit dem Stadttheater Duisburg, dem Stadthaus und dem Duisburger Hof begrenzt, im Osten vom City-Palais und im Westen vom Landgericht Duisburg und der Liebfrauenkirche. Südlich des Platzes befindet sich das Forum Duisburg. Der Platz misst in Nord-Süd-Richtung 160 Meter und ist 55 Meter in West-Ost-Richtung breit.

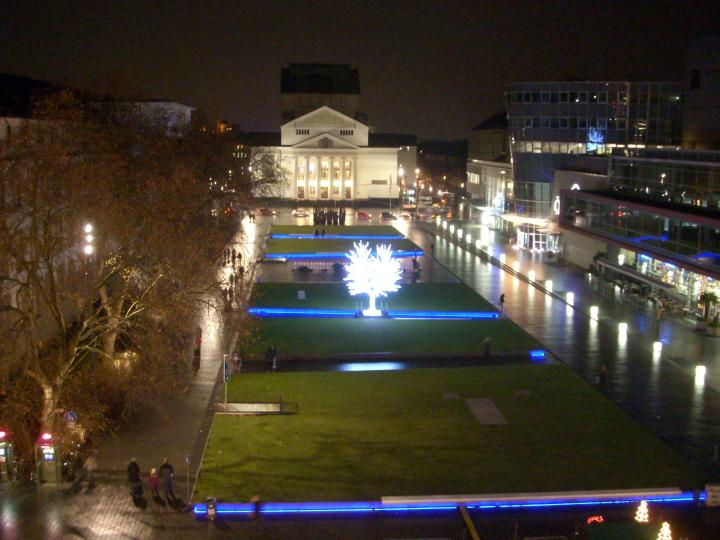
König-Heinrich-Platz zur Weihnachtszeit

## Geschichte
Der Name des Platzes geht zurück auf König Heinrich I., der von 919 bis 936 regierte und die Stadt im Jahre 935 besucht haben soll. Unter ihm fand im Jahre 929 in Duisburg eine Reichssynode statt.
Bis zum Jahre 1908 befand sich an der Stelle des Platzes ein städtischer Friedhof vor den Toren der mittelalterlichen Stadt. Beisetzungen fanden allerdings bereits seit 1870 nicht mehr statt.
Die Duisburger Brüder Karl und Peter Strack erprobten am 8. Juni 1910 auf dem Wiesenhügel nördlich des heutigen Platzes ihre erste selbst konstruierte und gebaute „Flugmaschine“, die Strack I. Mehrere Flüge von etwa 50 Metern in 3 Meter Höhe wurden dabei durchgeführt. Eine hierauf verweisende Gedenktafel befindet sich am Stadthaus.
Am 16. November 1887 erfolgte mit der Aufführung von Carl Maria von Webers Preciosa die Einweihung der östlich des Friedhofs im Stil der Renaissance erbauten Tonhalle, ein Konzert- und Theatergebäude mit einem Fassungsvermögen von 1200 Personen.
Der Betrieb des Theaters erfolgte im Rahmen einer Theatergemeinschaft mit Düsseldorf. Das Theater beheimate auch das im Jahre 1877 gegründete Orchester, die heutigen Duisburger Philharmoniker. Westlich des um 1912 zu einem Straßenkarree gestalteten und mit Kastanien bepflanzten Platzes entstand in drei Abschnitten, von 1874 bis 1876, 1878 und zwischen 1909 und 1912 der Gebäudekomplex des Duisburger Landgerichts.
Im Jahre 1912 errichtete man nördlich des Platzes das Duisburger Stadttheater, das über die zu seiner Zeit fortschrittlichste Bühneneinrichtung Deutschlands verfügte und Duisburg zu einem Zentrum des musikalischen Lebens im Westen Deutschlands machte.
Am 24. Dezember desselben Jahres erhielt der „Platz zwischen Landgericht, Theater und Tonhalle“ den Namen Königsplatz. Am 1. August 1936 wurde er in König-Heinrich-Platz umbenannt.
Die Tonhalle wurde im September des Jahres 1942 im Bombenhagel des Zweiten Weltkriegs vollkommen zerstört. An ihrer Stelle entstand 1962 die schlicht und sachlich gehaltene Mercatorhalle, die im Jahre 2005 abgerissen und durch das 2007 eröffnete CityPalais ersetzt wurde.
2006 wurde der Platz vom französischen Landschaftsarchitekturbüro Agence Ter (Henri Bava, Michel Hössler, Olivier Philippe) neu gestaltet.
Unterhalb des Platzes entstand in den 1960er Jahren ein unterirdisches Parkhaus.

## Verkehr
Der König-Heinrich-Platz ist heute in die Fußgängerzone der Königstraße integriert und vollständig ohne Autoverkehr. Bis zum Bau der Mercatorhalle befand sich in der Mitte des Platzes eine Grünfläche, die zu allen Seiten vom Autoverkehr benutzt wurde. Die östliche Fahrbahn des Platzes wurde von der Straßenbahn benutzt. Südlich des Platzes befand sich bis 1992 die zentrale Haltestelle der Duisburger Straßenbahnen. Am 11. Juli 1992 wurde dort der U-Bahnhof König-Heinrich-Platz eröffnet und die Straßenbahn in den Untergrund verlegt. Die Bahnsteige des U-Bahnhofs sind in zwei Ebenen im Linienbetrieb angeordnet.
Unterhalb des U-Bahnhofes entstand ein Schutzbau mit insgesamt 4.500 Schutzplätzen, verteilt auf mehrere Ebenen. Die Schutzräume messen 250 Meter in der Länge und jeweils rund 20 Meter in der Höhe und Breite.